# Bohémond IV d'Antioche
Pour les articles homonymes, voir Bohémond.
Bohémond IV de Poitiers, dit « le Borgne », né en 1172, mort en 1233, comte de Tripoli (1189-1233) et prince d'Antioche (1201-1216 et 1219-1233), parvint à maintenir son indépendance vis-à-vis du Saint-Empire et de Rome.

## Biographie
Il est le fils de Bohémond III d'Antioche et d'Orgueilleuse de Harenc. Son frère aîné Raymond IV, adopté par Raymond III, a pris la succession du comté de Tripoli en 1187, mais leur père préfère rappeler Raymond à Antioche, et place Bohémond à la tête du comté. Raymond meurt en 1199, laissant un fils à peine né, Raymond-Roupen. Aussi, à la mort de Bohémond III, Bohémond IV écarte son neveu de la succession et ajoute la principauté d'Antioche à son comté de Tripoli.
Bohémond déjoue en 1207 une première tentative du patriarche latin d'Antioche Pierre d'Angoulême pour établir Raymond Roupen sur le trône d'Antioche, mais en 1216, une seconde tentative du patriarche Pierre de Locedio réussit, et Bohémond doit se contenter de Tripoli.
En 1219 seulement, soutenu par l'importante population grecque de la ville, il peut reprendre Antioche et mettre son neveu en prison, où il meurt peu après.
Bohémond est excommunié plusieurs fois, en raison de la vengeance qu'il exerce sur les patriarches. Il meurt en 1233.
Durant la croisade de Frédéric II Hohenstaufen (sixième croisade, 1228-1229) il réussit à éviter que sa principauté ne tombe sous la suzeraineté germanique en affirmant qu'il ne tient ce fief que de l'empereur d'Orient, ce qui est juridiquement vrai depuis la soumission en droit puis en fait des princes d'Antioche aux Grands Comnènes. Cette déclaration est aussi appuyée par la forte communauté hellénique d’Antioche qui joue un rôle important dans le maintien de la ville hors de la domination du royaume arménien de Cilicie.

## Mariages et enfants
Il épouse en premières noces Plaisance (morte en 1217), fille d'Hugues III Embriaco, seigneur du Giblet et d'Étiennette de Milly. De cette union naissent :
- Raymond, bailli d'Antioche, né en 1195, tué à Tortose en 1213 ;
- Bohémond V (mort en 1252), prince d'Antioche ;
- Philippe (mort en 1226), roi d'Arménie ;
- Orgueilleuse, morte jeune ;
- Henri, (mort en 1272), ancêtre des rois de Chypre.

Il épouse en secondes noces en 1218 Mélisende de Lusignan, fille d'Amaury II de Lusignan, roi de Chypre et de Jérusalem, d'où naissent :
- Isabelle, morte jeune ;
- Marie qui prétendit au trône de Jérusalem ;
- Helvis, morte jeune.

## Sources
- René Grousset, L'Empire du Levant : Histoire de la Question d'Orient, Paris, Payot, coll. « Bibliothèque historique », 1949 (réimpr. 1979), 648 p. (ISBN 978-2-228-12530-7).